# Pyrrhi Castra
Pyrrhi Castra (en grec antic Πύρρου χάραξ) era una fortalesa situada al nord de Lacònia a la unió entre el riu Oenos i l'Eurotas. Se suposa que es va anomenar així perquè va ser el lloc on va acampar Pirros quan va envair Lacònia l'any 272 aC.